# Ethan Slater
Ethan Samuel Slater (Washington, 2 giugno 1992) è un attore, cantante e sceneggiatore statunitense, specializzato nel genere musical.
Divenuto noto al grande pubblico per il ruolo di SpongeBob SquarePants nell'omonimo musical, per il quale ha ricevuto una candidatura ai Tony Award e ha vinto un Drama Desk Award e un Theatre World Award nel 2018. Nel corso della sua carriera ha inoltre lavorato in musical e opere di prosa diretti da Kathleen Marshall, Barry Levinson, Bartlett Sher e John Doyle.

## Biografia
Ethan Samuel Slater nasce il 2 giugno 1992 a Washington, terzogenito di Jay Slater, dipendente presso la Food and Drug Administration, e l'avvocata Ellen Goldmuntz, entrambi di origine ebrea, frequentando la scuola elementare Georgetown Day School. Successivamente si trasferisce, assieme ai genitori e alle sorelle maggiori Sara e Tamara, a Silver Spring nel Maryland, sino alla morte della madre, avvenuta nel 1999. All'età di 12 anni frequenta la Charles E. Smith Jewish Day School presso North Bethesda, per poi iscriversi al Vassar College a New York, dove faceva l'apprendista in un programma Shakespeariano.
La prima apparizione teatrale avviene nel corso del New York Musical Theatre Festival nel luglio 2015, in cui recita nel ruolo di Luis nel musical Claudio Quest, diretto da John Tartaglia, ottenendo una candidatura alla premiazione del festival nella categoria alla miglior interpretazione individuale. Tra il 30 settembre e il 24 ottobre successivo recita in Please Excuse My Dear Aunt Sally nella compagnia One Year Lease Theater Company. Nel dicembre 2015 entra a far parte della Delaware Theatre Company di Wilmington, recitando nello spettacolo teatrale di Barry Levinson Diner, diretto e coreografato da Kathleen Marshall. Nello stesso periodo appare in alcuni cortometraggi Lightning Bugs in a Jar, e film indipendenti, tra cui Evol.
Nel 2016 viene scelto per il ruolo da protagonista SpongeBob SquarePants in SpongeBob SquarePants di Kyle Jarrow con la regia di Tina Landau presso l'Oriental Theatre a Chicago. Il musical ottiene successo e viene apprezzato dalla critica teatrale, portando la produzione a Broadway, presso il Palace Theatre di New York tra il 2017 e il 2018. Per la sua interpretazione Slater ottiene una candidatura ai Tony Award al miglior attore protagonista in un musical nel 2018, vincendo nella medesima categoria ai Drama Desk Award e Outer Critics Circle Award. Nel 2018 viene inoltre insignito del Theatre World Award come miglior interpretazione al debutto a Broadway.
Tra il 2018 e il 2019 appare in alcuni episodi in serie televisive, tra cui Law & Order - Unità vittime speciali, Murphy Brown, Instinct, Fosse/Verdon e La fantastica signora Maisel. Il 4 marzo 2019 torna a recitare a teatro venendo scritturato dal regista Bartlett Sher per lo speciale teatrale di Camelot presso il Lincoln Center Theater a New York. Tra il 2021 e il 2022 recita nel musical Assassins sotto la regia di John Doyle al Lynn F. Angelson Theater di New York, interpretando Lee Harvey Oswald, ruolo che gli vale una candidatura ai Lucille Lortel Award alla miglior interpretazione.
Nel 2022 inoltre è stato annunciato che interpreterà Boq nell'adattamento cinematografico in due parti del musical Wicked diretto di Jon M. Chu.

## Vita privata
Slater è stato sposato con Lilly Jay dal 2018 e nel 2022 la coppia ha avuto un figlio. Nel luglio 2023 la coppia ha avviato le pratiche per il divorzio. Dal 2023 ha una relazione con la cantautrice statunitense Ariana Grande.

## Filmografia

### Cinema
- Evol, regia di Mike Perrone (2016)
- The Man Behind the Camera, regia di Mike Perrone (2021)
- Intervenors, regia di Marshall Pailet (2022)
- Wicked, regia di Jon M. Chu (2024)
- Wicked - Parte 2 (Wicked: For Good), regia Jon M. Chu (2025)

### Cortometraggi
- Lightning Bugs in a Jar, regia di Robert Ian e SimpsonSara Wolkowitz (2015)

### Televisione
- Law & Order - Unità vittime speciali (Law & Order: Special Victims Unit) - serie TV, episodio 20x04 (2018)
- Murphy Brown - serie TV, episodio 11x09 (2018)
- Fosse/Verdon - serie TV, episodio 1x03 (2019)
- Instinct - serie TV, episodio 2x07 (2019)
- La fantastica signora Maisel (The Marvelous Mrs. Maisel) - serie TV, episodio 4x05 (2023)

### Sceneggiatura
- Intervenors, regia di Marshall Pailet (2022)

## Teatrografia
- Claudio Quest di Drew Fornarola e Marshall Pailet, regia di John Tartaglia. New York Musical Theatre Festival a New York (2015)[7]
- Please Excuse My Dear Aunt Sally di Kevin Armento, regia di Ianthe Demos. One Year Lease Theater Company, 59E59 Theatres a New York (2015)[22]
- Diner di Barry Levinson, regia di Kathleen Marshall. Delaware Theatre Company, Delaware Theatre a Wilmington (2015)[23]
- SpongeBob SquarePants di Kyle Jarrow, regia di Tina Landau. Oriental Theatre a Chicago (2016)[11]
- Baghdaddy di J.T. Allen, regia di Marshall Pailet. St. Luke's Theatre a New York (2017)[24]
- SpongeBob SquarePants: The Broadway Musical di Kyle Jarrow, regia di Tina Landau. Palace Theatre a New York (2017-2018)[25]
- Camelot di Alan Jay Lerner e Frederick Loewe, regia di Bartlett Sher. Lincoln Center Theater a New York (2019)[26]
- Assassins di Stephen Sondheim e John Weidman, regia di John Doyle. Classic Stage Company, Lynn F. Angelson Theater a New York (2021-2022)[27]
- Good Night, Oscar di Doug Wright, regia di Lisa Peterson.  Goodman Theatre a Chicago (2022)[28]
- Monty Python's Spamalot di Eric Idle e John DuPrez, regia di Josh Rhodes. St. James Theatre di Broadway (2023)[29]

## Doppiatori italiani
Nelle versioni in italiano delle opere in cui ha recitato, Ethan Slater è stato doppiato da:
- Jacopo Lo Conte ne La fantastica signora Maisel
- Alessandro Campaiola in Wicked (dialoghi)
- Nicola Gargaglia in Wicked (canto)

## Discografia

### Ep da solista
- Wanderer (2019)
- Life Is Weird (2020)

### Album teatrali
- SpongeBob SquarePants, The New Musical (2017)
- Who's Your Baghdaddy, or How I started the Iraq War (2018)
- Edge of the World (2021)[30]
- Assassins (2022)[31]

## Riconoscimenti
- Tony Award
  - 2018 – Candidatura al miglior attore protagonista in un musical per SpongeBob SquarePants[32]
- Drama Desk Award
  - 2022 – Candidatura alla miglior interpretazione in un musical per SpongeBob SquarePants[33]

- Lucille Lortel Award
  - 2022 – Candidatura alla miglior interpretazione in un musical per Assassins[34]

- Outer Critics Circle Award
  - 2018 – Miglior attore protagonista in un musical per SpongeBob SquarePants[35]

- Theatre World Award
  - 2018 – Miglior interpretazione al debutto a Broadway o Off-Broadway per SpongeBob SquarePants[36]